# Cikote (Kosjerić)
Pour les articles homonymes, voir Cikote.
Cikote (en serbe cyrillique : Цикоте) est un village de Serbie situé dans la municipalité de Kosjerić, district de Zlatibor. Au recensement de 2011, il comptait 225 habitants.

## Démographie
| 1948 | 1953 | 1961 | 1971 | 1981 | 1991 | 2002 | 2011 |
| ---- | ---- | ---- | ---- | ---- | ---- | ---- | ---- |
| 603  | 591  | 517  | 393  | 323  | 301  | 272  | 225  |

|  |